# Jihočeský krajský přebor 1975/1976
V soubojích fotbalového Jihočeského krajského přeboru 1975/76 se utkalo 14 týmů dvoukolovým systémem podzim - jaro. Tento ročník skončil v červnu 1976. 

## Výsledná tabulka
Zdroj: 
| Poř. | Tým                          | Z  | V  | R  | P  | VG | OG | B  |
| ---- | ---------------------------- | -- | -- | -- | -- | -- | -- | -- |
| 1.   | VTJ Dukla Písek              | 26 | 18 | 5  | 3  | 53 | 20 | 41 |
| 2.   | TJ Fezko Strakonice          | 26 | 15 | 10 | 1  | 59 | 23 | 40 |
| 3.   | TJ IGLA České Budějovice     | 26 | 14 | 5  | 7  | 45 | 26 | 33 |
| 4.   | VTJ Dukla Jindřichův Hradec  | 26 | 13 | 4  | 9  | 38 | 33 | 30 |
| 5.   | TJ Jiskra Dříteň             | 26 | 13 | 2  | 11 | 42 | 36 | 28 |
| 6.   | TJ Slavoj Český Krumlov      | 26 | 10 | 6  | 10 | 39 | 42 | 28 |
| 7.   | TJ RH Volary                 | 26 | 10 | 5  | 11 | 35 | 34 | 25 |
| 8.   | TJ Jiskra Třeboň             | 26 | 10 | 4  | 12 | 36 | 35 | 24 |
| 9.   | TJ Šumavan Vimperk           | 26 | 11 | 2  | 13 | 40 | 49 | 24 |
| 10.  | TJ Jiskra Humpolec           | 26 | 10 | 4  | 12 | 30 | 42 | 24 |
| 11.  | TJ Spartak MAS Sezimovo Ústí | 25 | 8  | 4  | 14 | 25 | 40 | 20 |
| 12.  | TJ ČZ Strakonice „B“         | 26 | 6  | 7  | 13 | 27 | 44 | 19 |
| 13.  | VTJ Dukla České Budějovice   | 26 | 6  | 6  | 14 | 22 | 37 | 18 |
| 14.  | TJ Slovan Jindřichův Hradec  | 26 | 4  | 4  | 18 | 26 | 54 | 12 |

Poznámky:
- Z = Odehrané zápasy; V = Vítězství; R = Remízy; P = Prohry; VG = Vstřelené góly; OG = Obdržené góly; B = Body

|  | Postup do Divize A 1976/77             |
|  | Sestup do příslušné I. A třídy 1976/77 |